# Weißensberg

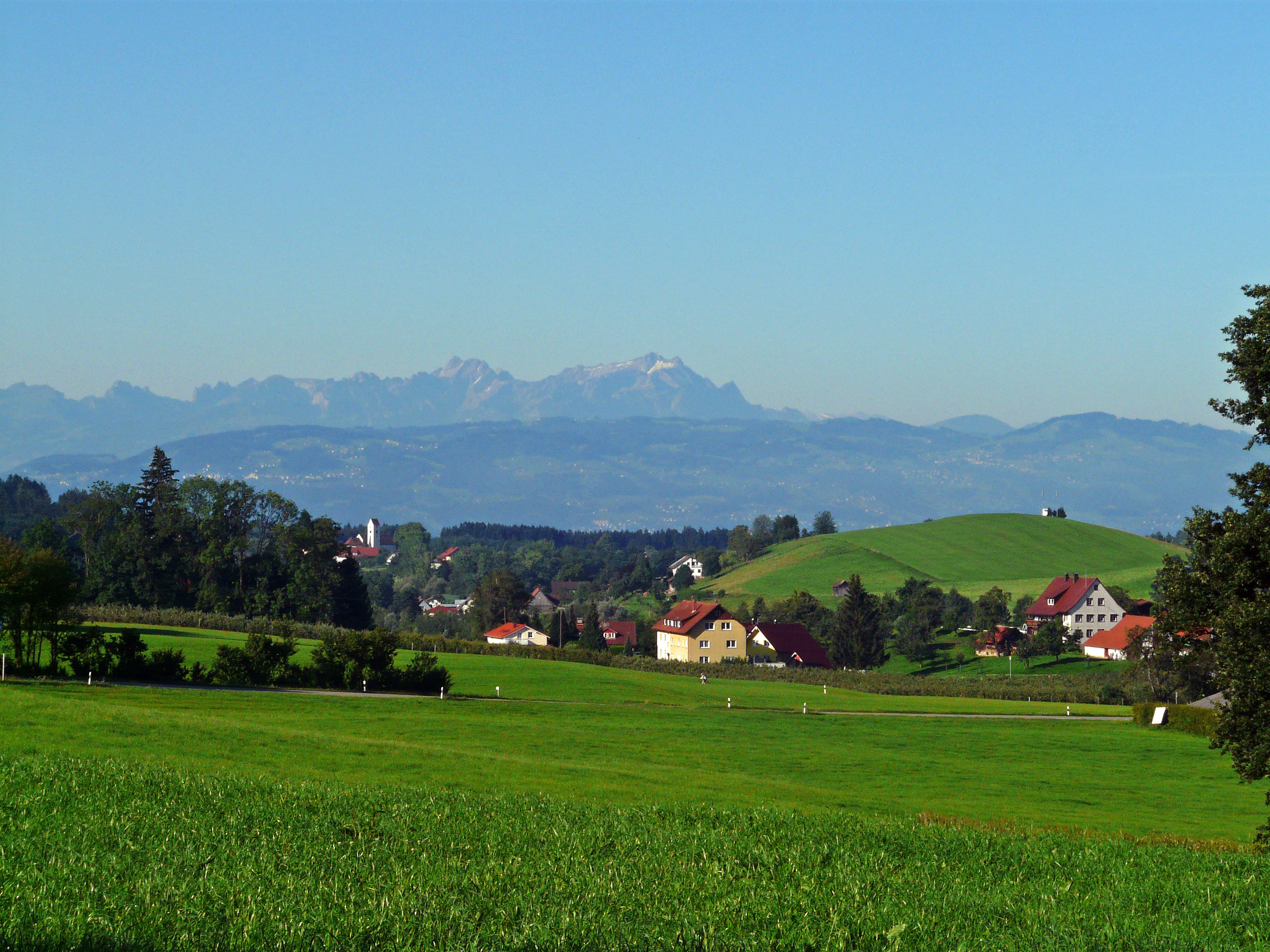
Weißensberg und Wildberg von Nordost mit Säntis

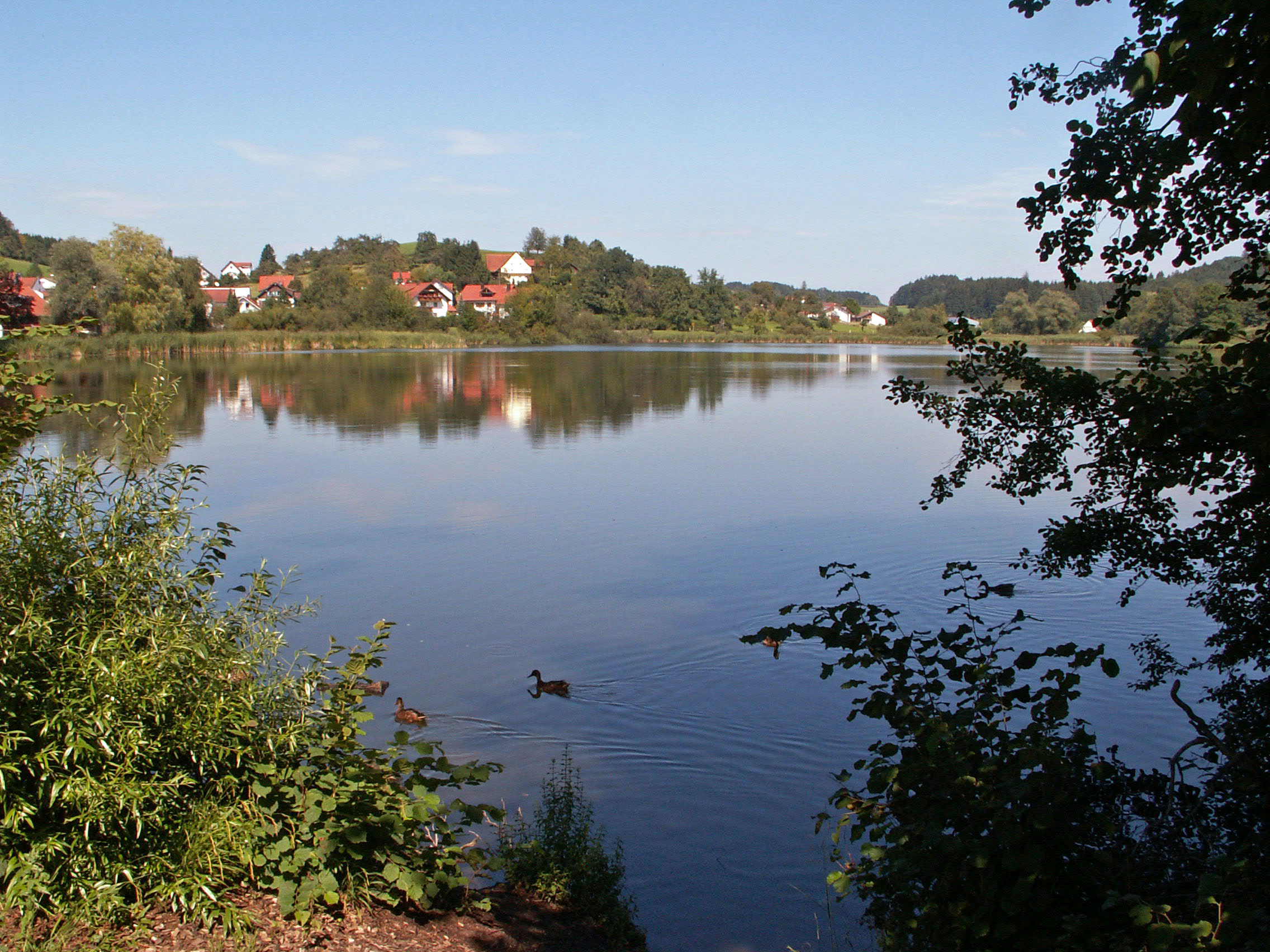
Weißensberger Weiher von Süden

Weißensberg ist eine Gemeinde im schwäbischen Landkreis Lindau (Bodensee) in Bayern und Mitglied der Verwaltungsgemeinschaft Sigmarszell.

## Geografie

### Gemeindegliederung
Die Gemeinde hat 10 Gemeindeteile (in Klammern ist der Siedlungstyp angegeben):
- Eggenwatt (Dorf)
- Grübels (Dorf)
- Lampertsweiler (Dorf)
- Metzlers (Dorf)
- Oberhof (Weiler)
- Rehlings (Dorf)
- Rothkreuz (Dorf)
- Schwatzen (Dorf)
- Weißensberg (Pfarrdorf)
- Wildberg (Dorf)

Es gibt nur die Gemarkung Weißensberg.

### Nachbargemeinden
|                   | Achberg                                     | Wangen im Allgäu |
| Lindau (Bodensee) | Kompassrose, die auf Nachbargemeinden zeigt | Hergensweiler    |
|                   | Sigmarszell                                 |                  |

## Geschichte

### Bis zum 17. Jahrhundert
Wohl über 1000 Jahre, ehe es zum ersten schriftlichen Zeugnis des Dorfes Weißensberg kam, verlief eine wichtige Römerstraße durch das Gebiet der heutigen Gemeinde (Römerstraße in Rehlings und Metzlers).

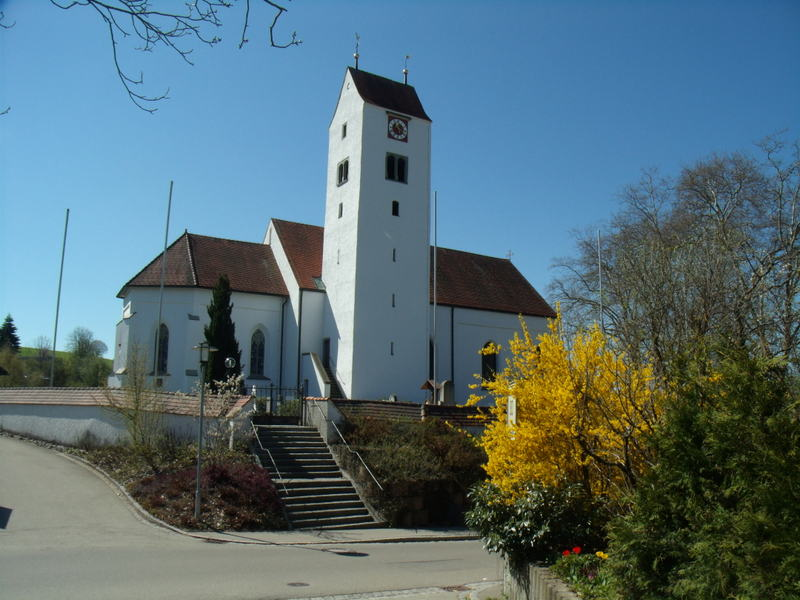
St.Markus

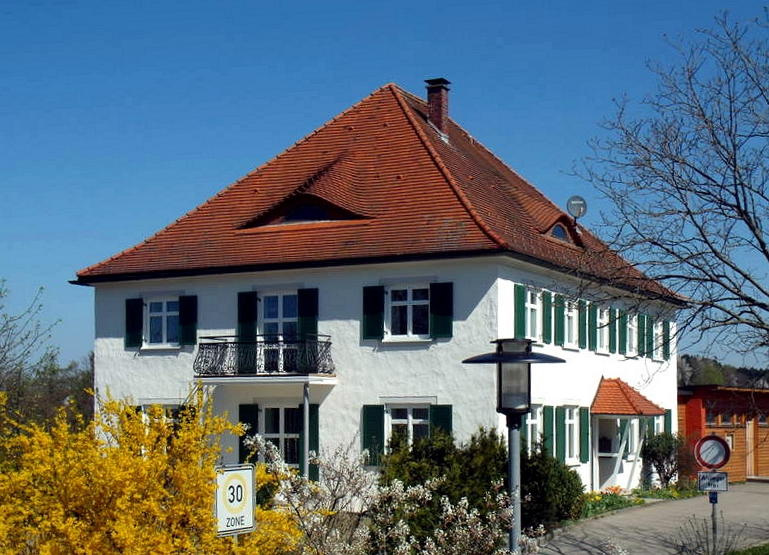
Pfarrhof

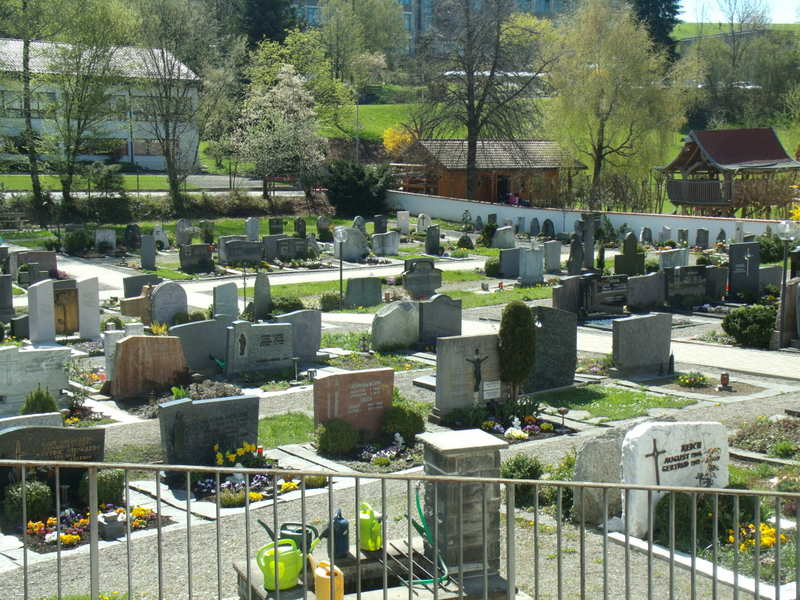
Friedhof

- 1264: Der erste schriftliche Nachweis für die Existenz einer Pfarrei Weißensberg bzw. auch des Ortes Weißensberg findet sich am 20. Mai 1264. In einem Vertrag zwischen der Äbtissin des Damenstiftes und einem Lindauer Bürger wird ein Walter Vicepleban von St. Stephan, wahrer Rektor der Kirche WIZINSBERC, als Zeuge genannt.
- 1275 tauchte Weißensberg wieder auf, als auch in der Diözese Konstanz, zu der Weißensberg bis zu deren Auflösung im Jahre 1821 gehörte, eine Generalbesteuerung des Klerus wegen eines Kreuzzuges, den Papst Gregor X. geplant hatte, durchgeführt wird.
- 1284: Ein Magister Berthold war Pfarrer in Weißensberg.
- 1288: Bruder Hermann Converse brachte seinen Hof zu Wilpoltsweiter (so hieß Grübels früher) als Leibgeding ins Spital ein.
- 1340: Das Spital hatte seit 1340 vier Liegenschaften und Höfe des Dorfes Weißensberg (insgesamt 20 Höfe) gekauft.
- 1383: Das Heilig-Geist-Hospital kaufte Weißensberg von Vogt Eberhard von Sumerau, gen. Rudolfsried, incl. der Reichsstraße („alles offenlich an des Richs Strauzz gelegen“). Diese Reichsstraße folgte der alten Römerstraße und war jahrhundertelang eine stark begangene Handelsstraße zum Salz- und Güterumschlaghafen Lindau, und viele Dorfbewohner fanden durch sie ihren Lebensunterhalt als Tagelöhner.
- 1522: Schloss sich die Reichsstadt Lindau und sein Spital der Reformation an. Für die St. Markuskirche wurde ein eigener Pfarrer bestellt, der bis 1813 auch die Pfarrei Sigmarszell mitversorgte. Der beste Kelch, die Messgewänder und die große Monstranz der Kirche wurden verkauft.
- 1546: Graf Hugo von Montfort verbot in allen Gebieten seines Hochgerichts die „neugepflanzte Religion“. Die Kirche wurde wieder katholisch und die Messgeräte wurden vom Spital wieder neu beschafft.
Danach begann sich die Kirche zu einer bedeutenden, von weither mit großen Prozessionen besuchten St. Markus Wallfahrt zu entwickeln. Der Pfarrer durfte alle zwei Wochen im Spital seine Morgenmahlzeit einnehmen.
- 1670: Der Weißensberger Weiher, er hieß damals noch „Lochweiher“, wurde vom Ortsgeistlichen vergrößert. Die Besitzer der „ertränkten Wiesen“ klagten heftig.

### 19. Jahrhundert
- 1803 bis 1805: Das ehemalige Amt der Freien Reichsstadt Lindau wurde im Reichsdeputationshauptschluss 1803 den Fürsten von Bretzenheim als Teil des neugebildeten Fürstentums Lindau zugesprochen. 1804 vertauschten diese das Fürstentum an Österreich. Seit den Friedensverträgen von Brünn und Preßburg 1805 gehört der Ort zu Bayern.
- 1813 trennte sich die Pfarrgemeinde Weißensberg von der Pfarrei Sigmarszell und baute einen neuen Pfarrhof, in dessen Parterre das Schulzimmer untergebracht war. Von den betroffenen Familien war Schulgeld zu entrichten. Die ersten drei Jahre kosteten jeweils 40 Kreuzer, die letzten drei Jahre jeweils 20 Kreuzer. Schulbesuch war sechs Jahre, Schulpflicht bestand nur während des Wintersemesters.
- 1816 entstand die politische Gemeinde Weißensberg durch den Zusammenschluss der Gemeindeteile Weißensberg mit 33 Familien, Loch mit drei Familien, Grübels zwei Familien, Rehlings acht Familien, Metzlers 18 Familien, Eggenwatt zehn Familien, Wildberg 16 Familien und Schwatzen 16 Familien.
Bis ins 17. Jahrhundert trugen einige Gemeindeteile noch andere Namen: Grübels hieß Willeboltsweiler, Rehlings Gerhartsweiler, Metzlers Wickenweiler. Der Gemeindeteil Loch wurde erst 1929 offiziell in Rothkreuz umbenannt.
- 1830: Weißensberg wurde zum ersten Mal statistisch erfasst: Es war ein typisches Dorf mit 166 Familien, davon 93 in der Landwirtschaft und davon abhängigen Gewerbebetrieben. 23 Familien zählten zur industriellen Bevölkerung, 15 Personen waren Militär-, fünf Gemeindebedienstete. Dazu kam der Pfarrer. Alle 529 Seelen waren katholisch.
- 1853 fuhr der erste Eisenbahnzug durch Weißensberg und an der Haltestelle Rehlings vorbei nach Lindau. Der Eisenbahnverkehr brachte der Inselstadt und ihrer Umgebung ungeahnten Aufschwung durch Getreidehandel und Fremdenverkehr.
- 1865 wurde die Kirche auf baupolizeiliche Anordnung geschlossen. Beim Neubau blieb der Turm, dessen Untergeschoss vermutlich ein ehemaliger römischer Wachtturm sein könnte, erhalten. So auch bei der Erweiterung 1979.
- 1870: Bau der Gedächtniskapelle auf der Weißensberger Halde. Prinzregent Luitpold hatte sie im Andenken an seine Gemahlin Auguste, Prinzessin von Toscana, errichten lassen.
Zur Abtragung der Kirchenbauschulden von 10.294 Mark wurde für zehn Jahre ein Lokalbieraufschlag von 1 Pfennig pro Liter erhoben. Dies war ein gutes Geschäft, da in der Gemeinde Weißensberg jährlich 850 Hektoliter Bier getrunken wurden.
- 1897 wurde der Bau eines neuen Schulhauses für die 140 Kinder beschlossen. „Zum bequemen Kirchenbesuche der Schüler“ sollte die Schule in der Nähe der Kirche gebaut werden. Bis 1916 diente der Bieraufschlag zur Abzahlung der Schulhausbauschuld von 12.000 Mark.

### 20. Jahrhundert
- 1907 versuchte die Gemeinde den Autoverkehr auf allen Gemeindewegen (nicht auf den 3 Staatsstraßen) zu verbieten. 1911 wurde dann eine Höchstgeschwindigkeit von 15 km/h vorgeschrieben.
- 1913: Die Gemeinde Weißensberg schloss sich mit Sigmarszell, Bösenreutin, Reutin und Oberreitnau der Wasserversorgung der Bodenseegruppe an. Ein Hochdruckbehälter wird in Wildberg gebaut.
- 1918 beschloss der Gemeinderat den Beitritt zur Elektrizitätsgenossenschaft Schlachters, um Schulgebäude, Schulsäle und Lehrerwohnung anzuschließen.
- 1918 wurde die Milchtrockenanstalt eröffnet. 4⁄5 der Steuern gehen an Weißensberg, 1⁄5 nach Sigmarszell.
- 1919 wurde bei Glasermeister Andreas Maier in Schwatzen eine öffentliche gemeindliche Telefonzelle eingerichtet.
- 1935: Der Fremdenverkehrsverein Schlachters errichtete am Schlachterweiher eine Badeanstalt, an deren Kosten sich die Gemeinde Weißensberg zur Hälfte mit 300 Mark beteiligte.
- 1937 wurde in den Klassenzimmern von Elektromeister Kindler elektrisches Licht installiert. Gleichzeitig wurden Verdunkelungsrahmen für Luftschutz und Filmzwecke gekauft.
- 1941–1944: Die Freiwillige Feuerwehr Weißensberg traf Maßnahmen zum Zivilschutz. Blanke Messinghelme sollten abgeschafft oder wenigstens stahlgrau überstrichen werden. 50 Stahlhelme wurden bestellt.
- 1944: 20 Gasmasken waren bereits vorhanden. Für den Gasabwehrdienst wurden weitere 45 Gasmasken gekauft.
- 1955: Weißensberg gehörte bis 1955 dem bayerischen Kreis Lindau an, der in der französischen Besatzungszone lag und besondere Vergünstigungen hatte. So blieb das gesamte Steueraufkommen „im Land Lindau“ und man spürte überall das politische und wirtschaftliche Geschick des überaus geschätzten Kreispräsidenten Zwiesler. Nach der Währungsreform wurden alle Schulbänke erneuert, 1949 wurde ein drittes Schulzimmer im ersten Stock eingerichtet.
- 1951: Durch den Bau eines Gemeinde- und Feuerwehrhauses erhielt Weißensberg einen ersten Gemeinde-Mittelpunkt.
- 1970: Bau einer neuen Mittelpunktschule zwischen Kirche und Weißensberger Halde
- 1978: Gründung der aus den Gemeinden Hergensweiler, Sigmarszell und Weißensberg bestehenden Verwaltungsgemeinschaft Sigmarszell mit Sitz in Schlachters
- 1982: Die Kapelle auf der Weißensberger Halde wurde genau vermessen, abgebrochen und in einer beispielhaften Bürgeraktion neu errichtet.
- 1984: Umbau der alten Schule, welche seither als Rathaus der Gemeinde eingesetzt ist
- 1988: Unterzeichnung der Partnerschaftsurkunde mit der französischen Gemeinde Andouillé im Département Mayenne, Region Pays de la Loire; Eröffnung des 18-Loch-Golfplatzes mit Hotel im Gemeindeteil Lampertsweiler
- 1990: Unterzeichnung der Partnerschaftsurkunde mit der französischen Gemeinde Saint Germain-le-Guillaume im Département Mayenne, Normandie
- 1993/94: Erweiterung und Sanierung der Grund- und Teilhauptschule Weißensberg (Heute nur Grundschule)
- 1998: Generalsanierung des 1951 erbauten Rathauses am Weißensberger Weiher

### 21. Jahrhundert
- 2001: Neubau der Kirchstraße samt Wiederaufbau des Marterls.

### Einwohnerentwicklung
- 1830: 0529 Einwohner
- 1970: 1505 Einwohner
- 1987: 1965 Einwohner
- 1991: 2173 Einwohner
- 1995: 2408 Einwohner
- 2000: 2529 Einwohner
- 2005: 2636 Einwohner
- 2010: 2679 Einwohner
- 2015: 2681 Einwohner
- 2019: 2637 Einwohner[4]
- 2020: 2704 Einwohner[5]
- 2022: 2691 Einwohner
- 2024: 2809 Einwohner[6]

Zwischen 1988 und 2018 wuchs die Gemeinde von 2008 auf 2622 um 614 Einwohner bzw. um 30,6 %.

## Politik

### Bürgermeister
Bürgermeister ist seit dem 1. Mai 2008 Hans Kern. Er wurde im März 2014 wiedergewählt und 2020 erneut im Amt bestätigt.

### Gemeinderat
Die Gemeinderatswahlen seit 2014 ergaben folgende Sitzverteilungen:
| Partei/Liste                   | 2020  | 2014  |
| Partei/Liste                   | Sitze | Sitze |
| ------------------------------ | ----- | ----- |
| Freie Bürger Weißensberg       | 7     | 8     |
| Freie Wählerschaft Weißensberg | 7     | 6     |

### Wappen
|                         | Blasonierung: „Gespalten; vorne in Silber eine dreilatzige rote Fahne mit goldenen Fransen, hinten in Blau ein schwebendes goldenes Doppelkreuz.“ |
| Wappenführung seit 1980 | |

### Gemeindepartnerschaften
- Andouillé, Département Mayenne (seit 1988)
- Rotkreuz, Kanton Zug

## Wirtschaft und Infrastruktur

### Wirtschaft
Im Jahre 2022 gab es nach der amtlichen Statistik 914 sozialversicherungspflichtig Beschäftigte am Arbeitsort. Sozialversicherungspflichtig Beschäftigte am Wohnort gab es insgesamt 1096.
Im verarbeitenden Gewerbe gab es 2020 fünf, im Bauhauptgewerbe sieben Betriebe. 2016 bestanden 12 landwirtschaftliche Betriebe mit einer landwirtschaftlich genutzten Fläche von 254 ha.

### Verkehr

#### Bus
Weißensberg ist über den Stadtbus Lindau an den ÖPNV angeschlossen, auf dem Gemeindegebiet liegen die beiden Haltestellen Rehlings/Weißensberg und Lindenstraße/Weißensberg. Der Stadtbus verkehrt alle 30 Minuten.

#### Bahn
Durch das Gemeindegebiet verläuft die Bahnstrecke Buchloe–Lindau. Weißensberg hat aktuell keine Haltestation; es gibt jedoch eine sog. Stationsoffensive für das Bahnland Bayern, welche eine Haltestelle für das Jahr ab 2021 aufgeplant hat.

#### Straße
Weißensberg liegt nahe der Autobahn A 96 mit Ausfahrt 3 Sigmarszell sowie den Bundesstraßen B 31 und B 12.

### Bildung
Es gibt folgende Einrichtungen:
- Kindergarten (Kindertagesstätte) und Kinderkrippe Weißensberg
- Grundschule Weißensberg

### Kommunikation
Weißensberg wurde unter Förderverfahren durch schnelles Internet versorgt. Dabei kommen verschiedene Technologien zum Einsatz, z. B. VDSL oder FTTH.

## Persönlichkeiten
- Josef Oesterle (1899–1959), Volkswirt und Politiker
- Harald Heinrich (* 1967), Theologe